# 눈에는 눈 이에는 이 (영화)
"눈에는 눈 이에는 이"는 2008년에 개봉한 대한민국의 영화이다.

## 캐스팅
- 한석규: 백성찬 역
- 차승원: 안현민 역
- 송영창  김현태 역
- 이병준: 안토니오 역
- 정인기: 황민철 역
- 김지석: 송유곤 역
- 손병욱: 김도수 역
- 임성규: 차영재 역
- 이재구: 박 형사 역
- 김윤태: 김 형사 역
- 김종만: 오 형사 역
- 정성윤: 이 형사 역
- 권혁풍: 윤 상무 역
- 김영한: 수사과장 역
- 박정률: 홍 실장 역
- 곽인준: 고동민 역
- 이라혜: 김미진 역
- 정은주: 보도방 2 역
- 연우: 웨이터 1 역
- 정기섭: 정복경찰 1 역
- 신창수: 형사 2 역
- 장은아: 관광객들 역
- 임현성: 덩치형사 1 역
- 전무송: 안혁태 역 (특별출연)
- 김해숙: 도수 모 역 (특별출연)